# Vogtei Wiehl
Karl der Große reformierte im 9. Jahrhundert das Rechtswesen und schuf dabei Send- und Gaugerichte. Die Richtergewalt ging im Laufe der Zeit auf die Landesherren über, die Vogteigerichte einsetzten. In Wiehl bestand ein solches Vogteigericht. Freilich ist nur ein Vogt bekannt: Graf Adolf von Wyle (um 1230–80). Als Lehnsgraf derer von Berg wurde er zugleich auch als Vogt  über die Grafschaft Windeck,  die zu Berg gehörte, bestimmt.

## Geschichte
Die Kirche in Wiehl war 1131 Eigentum des Stiftes St. Cassius in Bonn, das sowohl Besetzung als auch Verwaltung des Hofes Wiehl bestimmte. Neben dem Vogteigericht gab es für den Hofsverband ein Gericht niederer Ordnung, das Hofgericht. Ob Hofsverband und das alte Kirchspiel der Vogtei Wiehl gleich gewesen sind, ist nicht belegt. Der Bonner Stiftsvogt hatte 1175 die Vogtei Wiehl (Wile) vom Erzbischof Philipp von Köln erhalten. Das Hofgericht (aus dem fränkischen Honnending hervorgegangen) entschied vornehmlich über Hof- und Grundstreitigkeiten oder -rechte. Später ging auch diese Gerichtshoheit auf die weltlichen Herren über. 
Daneben hat in Wiehl und in Nümbrecht ein kirchliches Sendgericht bestanden. Die richterliche Gewalt lag in den Händen der Pfarrer. Mit der späteren Gründung der Kirchengemeinden Marienberghausen und Drabenderhöhe sowie bei der Einverleibung von Marienhagen in den Besitz Homburgs entstanden an diesen drei Orten ebenfalls kirchliche Sendgerichte. Doch war ihre Bedeutung gering; durch die Grafen wurden sie nach und nach verdrängt.
Die Homburgische Polizei- und Gerichtsordnung von 1563 regelte die Gerichtsbarkeit und die Besetzung der Gerichte neu. Danach bestehen Gerichte in Homburg und Wiehl. Außerdem werden bestätigt ein Freigericht in Waldbröl (für die Freien); ein Gericht in Morsbach, ein Lehnsgericht in Homburg und ein Hoffgericht in Wiehl. Das Lehnsgericht beurteilte die Rechtsverhältnisse der vom Grafen verliehenen Lehen. Vor dem Hoffgericht in Wiehl sollten allen Eingesessenen des Kirchspiels und der Vogtei Wiehl um hier gelegene Erbgüter zu Recht handeln. 
Nach dem Siegburger Vergleich (1604) wurde für die ganze Herrschaft Homburg ein Vogteigericht bestimmt. Zunächst in Wiehl als dem größten Ort der Herrschaft abgehalten, dann nach der Wiederherstellung des Schlosses um 1650 in den Eingangsturm auf Homburg verlegt. Eine neue Gerichtsordnung kam 1743, als das Homburgische wieder an die Hauptlinie Berleburg zurückfiel. Alle Gerichte wurden in dem Friedensgericht vereinigt. Die größeren Orte erhielten ein Untergericht, das der Schultheiß führte. Das Friedensgericht hatte seinen Sitz auf Schloß Homburg. In Wiehl wurden wie bisher Gerichtstage abgehalten.
Die französische Herrschaft am Beginn des 19. Jh. behielt das Friedensgericht unter dem Namen Kantonsgericht bei. Die frz. Gesetzgebung (Code Napoleon) wurde hier erst im Jahre 1809 eingeführt. Gerichtsort blieb Homburg. Als 1837 der Gerichtsturm des Schlosses baufällig geworden war, verlegte der damalige Friedensrichter Schnabel das Gericht in sein Wohnhaus in Kleinfischbach. Nach seinem Tod 1846 kam das Gericht wieder nach Wiehl. 
Durch das Gerichtsverfassungsgesetz von 1897 geschah die Umwandlung des Friedensgerichts in ein Amtsgericht. Es existierte bis zur Neuordnung des Gerichtswesens im Jahre 1969. Der Gerichtsbezirk Wiehl wurde danach auf die Amtsgerichte Gummersbach und Waldbröl aufgeteilt.